# Jonah Natan Duchowny
Jonah Natan Duchowny (thailändisch โจนา นาธาร ดูโชว์นี่; * 2. Juni 2005) ist ein thailändisch-US-amerikanischer Fußballspieler.

## Karriere
Jonah Natan Duchowny erlernte das Fußballspielen in der Jugendmannschaft der Portland Timbers in Portland, Oregon. Seinen ersten Profivertrag unterschrieb er im Sommer 2023 in Thailand beim Zweitligisten Rayong FC. Sein Zweitligadebüt gab für den Verein aus Rayong gab er am 12. August 2023 (1. Spieltag) im Heimspiel gegen den Lampang FC. Bei dem 1:0-Erfolg wurde er in der 80. Minute für den Japaner Ryoma Itō eingewechselt. Nach sieben Zweitligaspielen wurde sein Vertrag Ende Dezember 2023 nicht verlängert. Im Januar 2024 unterschrieb er einen Vertrag beim Erstligisten Buriram United. Am Ende der Saison 2023/24 feierte er mit dem Verein aus Buriram die thailändische Meisterschaft. Im August 2024 wechselte er auf Leihbasis zum Zweitligisten Ayutthaya United FC. Nach einem Zweitligaspiele wechselte im Januar 2025 ebenfalls auf Leihbasis zum Bangkoker Zweitligisten Kasetsart FC.

## Erfolge
Buriram United
- Thailändischer Meister: 2023/24

## Sonstiges
Jonah Natan Duchowny ist der jüngere Bruder von Micah Josiah Duchowny.